# Brian Poth
Brian Eugen Poth (Tulare, 9 giugno 1975) è un attore statunitense.

## Biografia
Inizia la sua carriera giovanissimo, partecipando come ballerino al celebre programma per bambini Kids Incorporated. Studia sceneggiatura e produzione cinematografica presso la Loyola Marymount University, diplomandosi nel 1997. 
Dopo gli studi lavora in numerose serie televisive, tra cui Six Feet Under, X-Files, Crossing Jordan, Prison Break, Grey's Anatomy, True Blood e molte altre. Ma Poth diviene noto per aver interpretato il ruolo del tecnico di laboratorio Tyler Jenson nelle prime tre stagioni di CSI: Miami.
Poth ha co-diretto il cortometraggio musicale Gleeclipse , interpretato da Linda Cardellini che fa il verso al personaggio di Jane Lynch nella serie televisiva Glee.

## Filmografia

### Cinema
- Vice - L'uomo nell'ombra (Vice), regia di Adam McKay (2018)

### Televisione
- Criminal Minds – serie TV, episodio 10x15 (2015)
- Castle - serie TV, episodio 8x21 (2016)

## Doppiatori italiani
Nelle versioni in italiano delle opere in cui ha recitato, Brian Poth è stato doppiato da:
- Fabrizio Vidale in X-Files
- Marco Baroni in CSI: Miami (st. 1)
- Giuliano Bonetto in CSI: Miami (st. 2-3)
- Fabrizio Picconi in Prison Break
- Alessandro Rigotti in CSI: NY
- Emiliano Coltorti in Castle